# Fjodor Keller

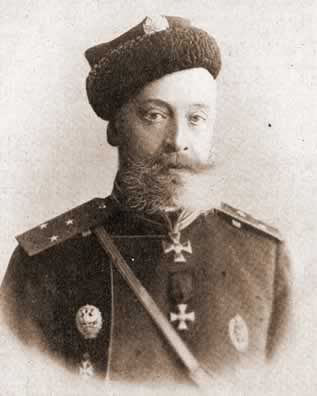
Fjodor Keller

Fjodor Eduardovitj Keller (ryska: Фёдор Эдуардович Келлер, även känd som Theodor Keller), född 1850, död 31 juli 1904, var en rysk greve och general av tysk släkt.
Keller utmärkte sig som general Michail Skobeljevs stabschef i rysk-turkiska kriget 1877-78, i synnerhet vid Sjipkapasset, utträdde 1887 ur aktiv tjänst, blev 1900 guvernör i Jekaterinoslav och erhöll vid rysk-japanska krigets utbrott 1904 befälet över 3:e sibiriska armékåren. Han stupade samma år i en strid vid Motienpasset i Manchuriet.